# 麻雀夏物語
『麻雀夏物語』（まーじゃんなつものがたり）は1989年にビデオシステムが発売した脱衣麻雀ゲームである。このゲームは1988年に発売された『アイドル麻雀放送局』（販売はシステムサービス）から続く、アイドルをモチーフにしたキャラと対戦するシリーズとして前作『麻雀ファンクラブアイドル最前線』に続く第3弾の作品である。マイナーチェンジとして登場人物全員にサングラスを付けた『夏色麻雀』がある。

## 登場人物
女性アイドル達やとんねるずをモデルにしたキャラクターが登場する。水着や浴衣の女性、そしてキスマークは女性のグラフィックスタッフがデザインしている。
女性キャラクター
名前はモデルとなった人物、かっこ内はキャラクターの身長・体重・スリーサイズ。なお、それらはデモ画面で見られ、画面左下に彼女達のキスマークが表示されている。
- 渡辺満里奈（163cm、45kg、80cm・58cm・85cm）
左を向いており、朱色と白のボーダーの水着姿で、半ズボンを着ている。
- 井森美幸（160cm、44kg、79cm・57cm・83cm）
浴衣姿でうちわを持っている。
- 宮沢りえ（164cm、46kg、83cm・59cm・85cm）
夏服、帽子に靴を持っている。2度勝つとピンクのハイレグ水着が見られる。
- 中山美穂（158cm、43kg、80cm・57cm・84cm）
右を向いており、下にパレオの水着姿。
- 南野陽子（160cm、45kg、82cm・58cm・84cm）
浴衣姿。2度勝つと浴衣を脱いで下着が見られる。

その他
- 石橋貴明
アイテム販売業者として登場。
- 木梨憲武[1]
女性キャラクターに勝つとプレゼントをくれる。

## BGM
ショップ画面では『ねるとん紅鯨団』のテーマ曲、対戦中は女性アイドルにちなんだBGMが流れるが、リーチ後とエンディングではオリジナル曲が使用されている。

## アイテム
一度に持てるのは合計5つまで。同種のアイテムを同時に複数持てるのはビデオシステムの麻雀としては珍しい。
- 牌交換券

配牌を見た後で使うかどうか選択。牌の交換ができる。
- ラス牌の福引き券

プレイヤーがテンパイで流局した時、ラストチャンスができる。
- 透視メガネ

相手の牌が見える。
- 竜巻リーチ棒

これを使ってリーチを掛けると竜巻の画面が表示され、99%の確率で一発自摸。
- 積込おみくじ

アイテムショップでは購入できない。亡霊からのプレゼントとして稀に手に入る。配牌を取る前に使うかどうか選択。配牌が良くなる。

## エンディング
5人目、つまり最後の対戦相手に勝つと亡霊が「最後のプレゼント」として夏の思い出を記したスケッチブックをくれる。
スケッチブックを開くとこれまでの対戦相手からの別れのメッセージと当ゲームのスタッフの紹介（クレジット）が表示される。別れのメッセージは次の通り：
- 1人目「see you again」
- 2人目「so long!」
- 3人目「Bye-bye」
- 4人目「Good luck!」
- 5人目「adieu wir sehen uns also wieder!!」[2]